# L'ultimo terrestre
L'ultimo terrestre è un film del 2011 diretto da Gianni Pacinotti. 
Si tratta del primo film diretto da Gianni Pacinotti, autore di fumetti meglio noto come Gipi. Il soggetto è liberamente ispirato alla graphic novel Nessuno mi farà del male di Giacomo Monti ed è stato presentato alla 68ª Mostra internazionale d'arte cinematografica di Venezia.

## Trama
La storia si svolge circa durante il 2010, prima del primo contatto con una civiltà extraterrestre. L'arrivo degli UFO annunciato dai governi, passa come una notizia da seconda serata che non ha entusiasmato realmente nessuno. La società è alle prese con una profonda crisi economica e la gente risponde alla venuta degli extraterrestri con bizzarre reazioni o con incoerenti interpretazioni mistico-religiose. Il protagonista Luca Bertacci è un uomo deluso, solitario e misogino: pare sia stato abbandonato dalla madre a 13 anni e per questo è cresciuto nel risentimento nei confronti del sesso femminile. Luca spende la sua vita tra il lavoro di cameriere in una sala bingo e i rapporti con colleghi burberi e arroganti. Rari sono i pranzi con il padre (un anziano contadino che vive solo che ogni volta rinnova il suo dolore per l'abbandono della moglie); il protagonista prova un'attrazione segreta per Anna Luini, la vicina di casa che osserva con un binocolo. L'unica amica di Luca è una donna transessuale, Roberta.
I primi contatti con gli alieni lo coinvolgono direttamente: una deliziosa aliena inizia segretamente a convivere con il padre sollevandolo dalla sua infelicità. Si profila nella storia la figura del fidanzato della vicina di casa, che per vivere organizza convention dedicate all'arrivo degli alieni in stile Multi-level marketing spacciandosi per uno scienziato di fama internazionale e che in realtà vende solo magliette. La scomparsa del gatto di Anna, ucciso dal fidanzato in un ingiustificato raptus di aggressività, sarà l'evento che consentirà l'incontro tra lei e Luca. Quanto al fidanzato, verrà rapito dagli alieni al termine di uno dei suoi eventi mediatici, per essere rilasciato solo diverso tempo dopo. Roberta subisce un brutale pestaggio dei colleghi di Luca, che la abbandonano morente proprio tra le braccia dell'amico che non ha avuto né la forza né il coraggio di intervenire per difenderla. In seguito a questa vicenda, viene resuscitata dagli alieni e portata via con loro in un atto salvifico. Questi avvenimenti sembrano offrire a Luca un riscatto alla sua esistenza inibita e introversa.
Un evento chiave consiste nella fuga dell'aliena dalla fattoria del padre: la creatura ha infatti capito che questi, sotto l'influsso dell'alcool, può diventare una persona altamente distruttiva. Il padre, dal canto suo, alla fine è costretto ad ammettere a Luca che la scomparsa della madre non era dovuta a una semplice fuga, ma che in realtà era stato lui ad assassinarla dopo una delle liti scaturite dalle ubriacature di lui. Gli alieni - che ricordano i "grigi" e che, nelle parole della vicina di casa dimostreranno di distinguere il bene dal male con più chiarezza di quanto sono capaci gli uomini - alla fine porteranno una speranza di felicità nella vita di Luca Bertacci. Egli si rivela alla fine una persona capace di rivedere i suoi atteggiamenti distruttivi, al contrario di tanti fra i terrestri depravati che gli gravitano accanto.

## Produzione
Fandango ha prodotto il film in collaborazione con Rai Cinema e la Toscana Film Commission. La produzione ha comportato un budget di 2,3 milioni di euro. Le riprese hanno avuto luogo in Toscana nel corso di cinque settimane.

## Promozione
In occasione del film, la Fandango realizzò una campagna promozionale di marketing virale ideata dall'art director Federico Mauro iniziata a fine maggio 2011 con la creazione del sito di ufologia Esseri di Luce - Visitatori dalle Pleiadi, senza alcun legame apparente con il film e con la presenza di diversi filmati di alieni. Il 6 giugno venne creato un omonimo profilo utente su YouTube da cui vennero caricati due video su un ipotetico avvistamento di un alieno in Italia.
Il 3 agosto lo stesso canale pubblicò un video su YouTube in cui la giornalista del TG3 Maria Cuffaro annuncia l'arrivo degli alieni. La trovata, che ricorda quella di Orson Welles del 1938, ebbe eco anche oltre i confini nazionali e il quotidiano britannico The Guardian le dedicò un articolo. Il 1º settembre fu pubblicato dal canale di YouTube della Fandango un video della trasmissione radiofonica La Zanzara in cui Giuseppe Cruciani risponde ad alcuni interventi degli ascoltatori sull'arrivo degli alieni.

## Riconoscimenti
- 2012 - Bobbio Film Festival
  - Premio Migliore Attore a Gabriele Spinelli

In occasione della rassegna Asti Film Festival del 2012 ha vinto il primo premio della giuria come miglior film nella sezione "Opere prime".